# Arturo Nieto (barítono)
Arturo Nieto Olmedo (México, 9 de abril de 1940) es un cantante de ópera y profesor de canto mexicano, destacado por sus participaciones con la Compañía Nacional de Ópera y su labor docente en el Conservatorio Nacional de Música.

## Biografía
Fue discípulo de Ángel R. Esquivel en el Conservatorio Nacional de México y en la Escuela Nacional de Música de la Universidad Nacional Autónoma de México (UNAM). Debutó en el Palacio de Bellas Artes en 1967 con el papel de Sharpless en la ópera Madama Butterfly de Giacomo Puccini. Posteriormente, participó en la inauguración del Primer Festival Internacional Cervantino en 1972, donde interpretó el papel de Don Quichotte en la ópera del mismo nombre de Jules Massenet. Ese mismo año, recibió el diploma de la Unión Nacional de Cronistas de Teatro y Música como el cantante mexicano del año.
A lo largo de su carrera, Nieto se presentó en sucesivas temporadas operísticas en Bellas Artes y en los teatros Degollado y Florida. Su repertorio abarcó zarzuela, opereta y ópera de cámara. Algunos de los papeles que interpretó incluyen a Papageno en La Flauta Mágica, Valentin en Fausto de Gounod, Fígaro en El Barbero de Sevilla de Rossini y Vidal Hernando en Luisa Fernanda de Moreno Torroba.
Como barítono, Nieto compartió escenario con figuras destacadas de la ópera, como Plácido Domingo. Actualmente, es profesor de canto en el Conservatorio Nacional de Música y ha formado a cantantes como Salvatore Licitra, Rolando Villazón y Marcela Chacón.
Nieto también es conocido por ser padre del pianista Arturo Nieto Dorantes, profesor titular de la Facultad de Música de la Universidad Laval en Canadá.